# Xã Pomme de Terre, Quận Grant, Minnesota
Xã Pomme de Terre (tiếng Anh: Pomme de Terre Township) là một xã thuộc quận Grant, tiểu bang Minnesota, Hoa Kỳ. Năm 2010, dân số của xã này là 133 người.